# Institut Thomas More
Ne doit pas être confondu avec Institut Thomas-More.
L'Institut Thomas More (TMI) est une institution académique laïque située à Montréal, Québec, Canada. Il offre un programme d'études de niveau universitaire en arts libéraux. Affiliée à l'Université de Montréal, elle est maintenant affiliée à l'Université Bishop's pour délivrer conjointement des baccalauréats dès arts.

## Histoire
TMI a été fondée à Montréal en 1945 par un groupe de personnes, la plupart dans la vingtaine, dont Charlotte Tansey, Martin O'Hara, Stan Machnik et Veronica Smyth,. L'objectif était d'offrir aux adultes des possibilités d'apprentissage tout au long de la vie et l'enseignement des arts libéraux. En 1950, TMI a créé l'école ouvrière, qui proposait des cours du soir sur «les droits de l'homme et les syndicats», «la montée des mouvements ouvriers» et «parler lors de réunions», formant les travailleurs à devenir membres de syndicats. L'Institut a reçu une charte fédérale en 1959.
Aujourd'hui, chaque année, l'Institut compte plus de 400 inscriptions et 35 à 40 nouveaux cours. Les étudiants sont de tous âges, de ceux au début de la vingtaine à plusieurs de plus de 90 ans.

## Méthode de discussion
L'enseignement de TMI s'inspire de la méthode socratique ainsi que de l'approche Shared Inquiry développée par la Great Books Foundation, dans laquelle le leader utilise principalement des questions ouvertes pour guider la discussion. Au lieu de conférences conventionnelles, TMI propose pour la plupart des séminaires basés sur la discussion qui sont guidés par des leaders formés et basés sur des textes soigneusement choisis et séquencés représentant différentes perspectives sur les questions que chaque groupe s'est réuni pour explorer. Bien qu'ils puissent avoir des connaissances particulières dans un domaine particulier, les dirigeants ne donnent pas de conférences ni d'explications. En utilisant le texte comme base, l'équipe de discussion pose des questions pour canaliser la conversation. Les participants apprennent à s'écouter les uns les autres, de sorte que chaque rencontre permet à des personnes d'âges et d'horizons différents d'échanger sur les lectures de la semaine. L'approche de TMI nécessite une réflexion critique, des références claires à des termes communs et le respect des points de vue alternatifs. Le défi des cours TMI n'est pas pour les étudiants d'être d'accord ou de parvenir à un consensus, mais d'adopter de nouvelles façons de penser qui vont au-delà des préjugés individuels.

## Programme de sensibilisation des aînés
En 1977, TMI a lancé un programme de sensibilisation pour suivre des cours dans les résidences et centres pour personnes âgées. Le programme continue d'organiser des groupes de discussion sur l'histoire, la littérature, les sciences et d'autres sujets d'arts libéraux dans les résidences et les lieux de rencontre des personnes âgées de la région de Montréal.

## Lonergan
Bernard Lonergan, philosophe, théologien et économiste canadien, a donné des conférences à TMI, façonnant de manière significative l'expérience d'apprentissage et de questionnement offerte par l'Institut. Selon Lonergan lui-même, la série de conférences de 1945 qu'il a prononcée au TMI, intitulée "Thought and Reality", a servi de base à son livre fondateur, Insight: A Study of Human Understanding (1957),,. TMI abrite également une vaste collection de documents, y compris des notes de cours et des bandes audio, qui sont en cours de numérisation avec l'aide du Lonergan Research Institute . Pendant de nombreuses années, TMI a organisé une série de conférences "Listening to Lonergan" au cours du semestre d'automne, coparrainée par l'Université Concordia et l'Institut de recherche Thomas More.